# Altichiero da Zevio

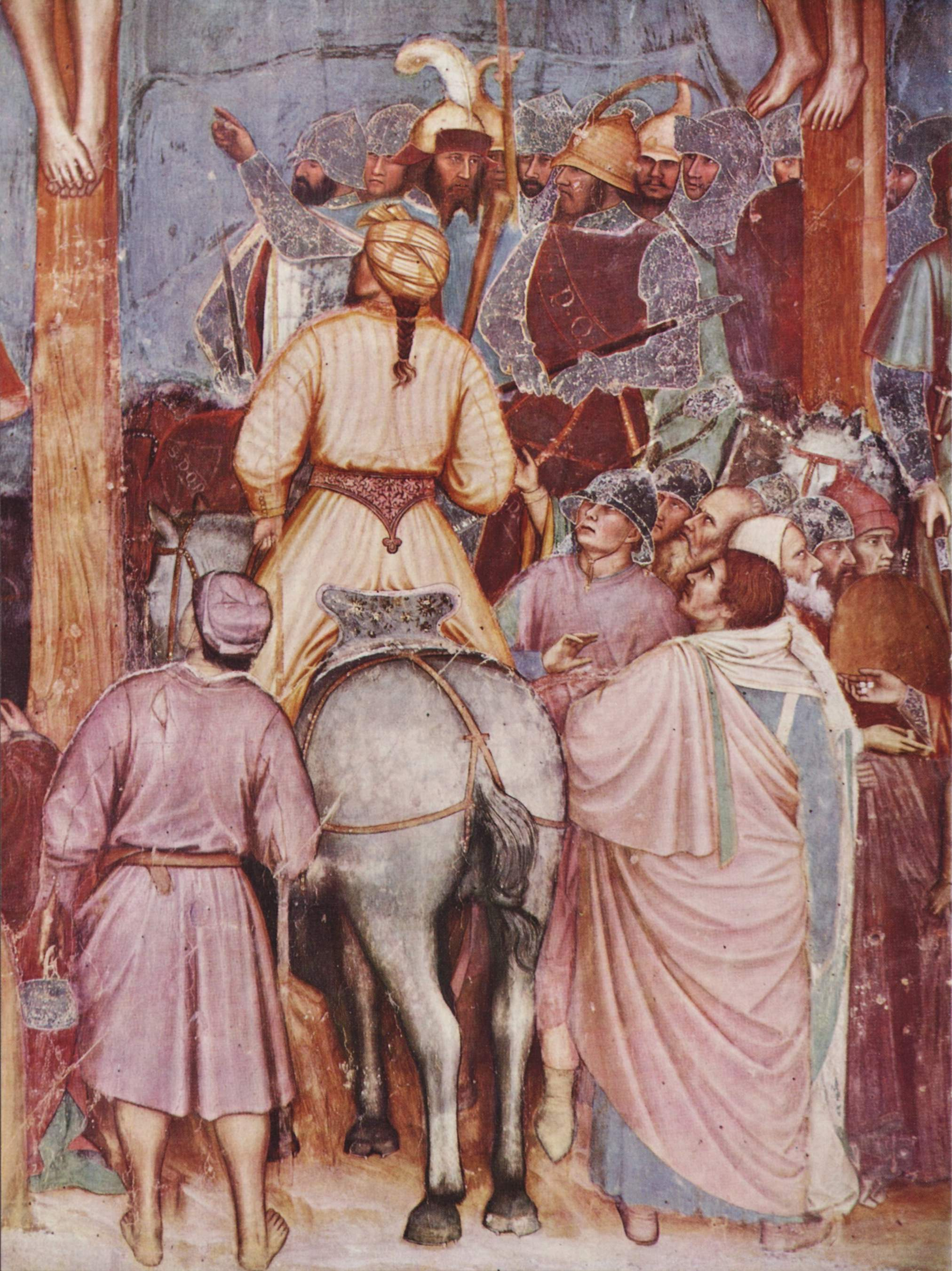
Altichieros målningar i Sankt Georgskapellet i Padua.

Altichiero da Zevio var en italiensk målare, verksam i Verona och Padua under senare hälften av 1300-talet.
I sin konst hade Altichiero tagit starka intryck från Giotto men utbildade tillsammans med sin lärjunge Jacopo Avanzi en självständig realistisk-målerisk stil, där både miljö och figurer närmar sig det levande livet. Som hans förnämsta verk anses hans fresker i kapellet San Felice i kyrkan Sant Antonio i Padua (1379); vidare har han utfört en rad målningar med motiv ur den helige Georgs liv i det närbelägnia Georgskapellet samt några fresker i Sant Anastasia i Verona.